# Kud
Kud é uma cidade no distrito de Udhampur, no estado indiano de Jammu e Caxemira.

## Geografia
Kud está localizada a 33° 05′ N, 75° 17′ L. Tem uma altitude média de 1855 metros (6085 pés).

## Demografia
Segundo o censo de 2001, Kud tinha uma população de 1140 habitantes. Os indivíduos do sexo masculino constituem 54% da população e os do sexo feminino 46%. Kud tem uma taxa de literacia de 59%, inferior à média nacional de 59,5%: a literacia no sexo masculino é de 69% e no sexo feminino é de 47%. Em Kud, 14% da população está abaixo dos 6 anos de idade.